# Plectroviridae
Plectroviridae es una familia de virus que infectan bacterias (bacteriófagos). Contienen un genoma ADN monocatenario y por lo tanto pertenecen al Grupo II de la Clasificación de Baltimore. La familia incluye tres géneros y 15 especies.

## Géneros
Incluye los siguientes géneros:
- Plectrovirus
- Saturavirus
- Vespertilliovirus

## Descripción
Los virus de la familia Plectroviridae tienen cápsides con geometrías helicoidales o filamentosas con 10-16 nm de diámetro y 70-280 nm de longitud. No poseen envoltura vírica. Las imágenes de viriones teñidos negativamente sugieren que las partículas de plectrovirus tienen núcleos huecos de 4 ± 2 nm. El genoma es circular y de ADN monocatenario con alrededor de 4,5 a 8,3 kb. El genoma codifica entre 4 y 13 proteínas.
La replicación viral se produce en el citoplasma. La entrada en la célula huésped se logra mediante absorción en la célula huésped. La replicación sigue el modelo de replicación en círculo rodante. Después de la infección en una célula huésped, las pequeñas moléculas de ADN actúan como iniciadores. Se unen a las regiones complementarias y ayudan a la iniciación de la síntesis de ADN utilizando las polimerasas del huésped. Al término de la síntesis, habrá una cadena bicatenaria intermedia que se transcribe unidireccionalmente. La transcripción con plantilla de ADN monocatenario es el método de transcripción. Los virus salen de la célula huésped por extrusión en la membrana celular. Las bacterias sirven como huéspedes naturales. Las rutas de transmisión son por difusión pasiva o contacto.